# Historia Panamy
Już w okresie przedkolumbijskim Przesmyk Panamski był ważnym miejscem handlu pomiędzy Indianami obu Ameryk. Pionierem europejskiego osadnictwa w tym rejonie był Vasco Núñez de Balboa – założyciel wielu kolonii, który w 1513 roku jako pierwszy Europejczyk dotarł do wybrzeża Oceanu Spokojnego. W okresie kolonialnym Panama ułatwiała transport pomiędzy hiszpańskimi koloniami Ameryki Południowej, leżącymi nad brzegami dwóch różnych oceanów, i metropolią. Administracyjnie wchodziła w skład Wicekrólestwa Nowej Granady. W 1821 roku ogłosiła niepodległość i przyłączyła się do Wielkiej Kolumbii. W 1903 roku oderwała się od Kolumbii i została protektoratem Stanów Zjednoczonych. Pierwsze dwudziestolecie XX wieku to okres budowy Kanału Panamskiego, po wycofaniu się Francuzów prowadzonej przez Amerykanów. Część Panamczyków usiłowała odzyskać suwerenność państwową na własnym terenie, do czego ostatecznie doprowadził w 1977 roku generał Omar Torrijos Herrera. Ostatnią dyktaturę w Panamie sprawował Manuel Noriega. Zakończyła się ona w 1989 roku wraz z inwazją Stanów Zjednoczonych na Panamę.

## Okres przedkolumbijski
Archeologowie zaliczają przedkolumbijskich mieszkańców Panamy do następujących po sobie kultur: Środkowej Panamy (wczesna w latach od VIII wieku przed naszą erą do I wieku naszej ery, późniejsza do końca V wieku), Conte (VI–VIII wiek), Macaras (IX–X wiek) i Parita (od XI wieku do rozpoczęcia kolonizacji). Ważnym odkryciem archeologicznym było odnalezienie w latach siedemdziesiątych w regionie El Caño ruin kultury Gran Coclé. Znaleziono między innymi pięć kurhanów, stadion do gry w piłkę i (przypuszczalnie) kalendarz. Wiadomo o nich, że trudnili się handlem – wytwarzane przez nich przedmioty znaleziono na przykład w Belize. Na terytorium panamskim dochodziło również do handlu z Indianami z Ameryki Północnej. Prawdopodobnie to właśnie na terytorium Przesmyku Panamskiego doszło do zarażenia ospą przywiezioną z Europy handlarzy państwa Inków, którzy następnie przynieśli wirusy do swojej ojczyzny powodując epidemię. Plemiona zasiedlające terytorium panamskie w chwili przybycia Hiszpanów należały do grup Czibcza i Karaibów.

## Kolonia hiszpańska

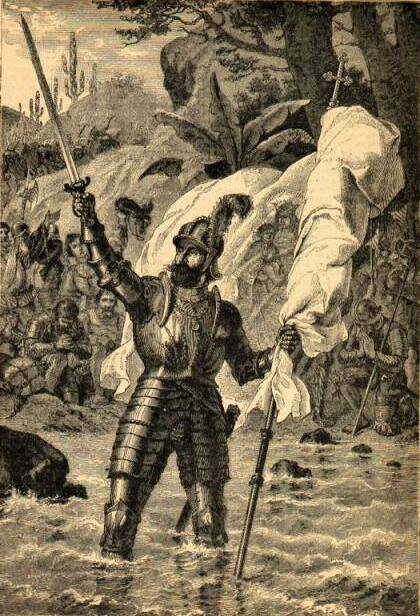
Vasco Núñez de Balboa – założyciel pierwszej stałej europejskiej kolonii w Panamie, a zarazem pierwszej na kontynencie amerykańskim

Europejczycy po raz pierwszy zobaczyli Centralną Amerykę po 1492 roku. Ostatnie dziesięciolecie XV wieku nie przyniosło jednak intensywnych prób eksploracji tego terenu. Wysiłek w tym kierunku podjął w 1501 roku Rodrigo de Bastidas. Wypływając z Hispanioli dotarł on początkowo do ujścia Magdaleny, a następnie przebadał północny brzeg przesmyku Darién. Ekspedycja napotkała problemy ze strony tubylców, powrócili więc do Hiszpanii z niezbyt cennymi pamiątkami. Kolejną wyprawę na terytorium Przesmyku Panamskiego podjęli Vasco Núñez de Balboa i Francisco Pizarro. Balboa, który uczestniczył również w ekspedycji Bastidasa, założył pierwszą europejską kolonię na kontynencie amerykańskim. We wrześniu 1513 roku dotarł jako pierwszy europejczyk do wybrzeża Oceanu Spokojnego, nazywanego przez Indian Morzem Południowym. Samodzielność działań Balboi sprowadziła na niego niechęć w Hiszpanii, gdzie postanowiono zastąpić go Pedrem Ariasem de Ávila. Na wieść o odkryciu Oceanu Spokojnego i opowieściach o bogactwach Inków, które zebrał on od tubylców, zmieniono jednak zdanie i mianowano odkrywcę godnością adelantado, oraz urzędem kapitana generalnego Panamy i Coiby. Współpraca między Balboą a jego nowym przełożonym – Pedrem Ariasem nie układała się jednak najlepiej i w 1519 roku odkrywca Pacyfiku został oskarżony o zdradę i ścięty po prowizorycznym procesie.

Audiencja Panamy w składzie Wicekrólestwa Peru, oznaczona numerem 1

Balboa podzielił terytorium panamskie na prowincje Złota Kastylia i Nowa Andaluzja. W 1538 roku utworzono w Panamie audiencję, która w 1543 roku weszła w skład Wicekrólestwa Peru. W 1717 roku Audiencja Panamy weszła w skład Wicekrólestwa Nowej Granady. Audiencje Panamy włączono do Audiencji w Bogocie w 1750 roku. Jej terytorium zostało podzielono na dwie prowincje – Panamę z około 50 tysiącami mieszkańców i Veraguas z około 30 tysiącami mieszkańców. Pod koniec XVIII wieku obie prowincje zamieszkiwało w sumie 72 tysiące mieszkańców.
Przez cały okres kolonialny Panama była centrum transportowym oraz ośrodkiem wymiany handlowej. Przez przesmyk przechodziło srebro zrabowane przez Pizarra w czasie podboju państwa Inków. Następstwem tej sytuacji kolonia znacznie się wzbogaciła, co też przyciągnęło do niej angielskich piratów, usiłujących złupić ją w drugiej połowie XVI i w całym XVII wieku. Organizowane do Panamy konwoje nazywano Galeonami. Towary z Porto Belo docierały nad wybrzeże Pacyfiku, po czym transport kontynuowany był drogą morską do Ameryki Południowej. Następnie lądem dostarczano towary w głąb kontynentu – tak na przykład z Limy ładunki przewożone były do Buenos Aires znajdującego się nad Atlantykiem. W połowie XVIII wieku Galeony zostały zastąpione przez statki rejestrowane, które kursowały pojedynczo między Europą a Nowym Światem. Mogły one korzystać z otwartych portów, co ułatwiało im dotarcie do Ameryki Południowej innymi szlakami. Doprowadziło to do kryzysu w Panamie.

## W granicach Kolumbii
Panama ogłosiła niepodległość 28 listopada 1821 roku. Jednocześnie postanowiono o włączeniu nowego państwa w skład Wielkiej Kolumbii.

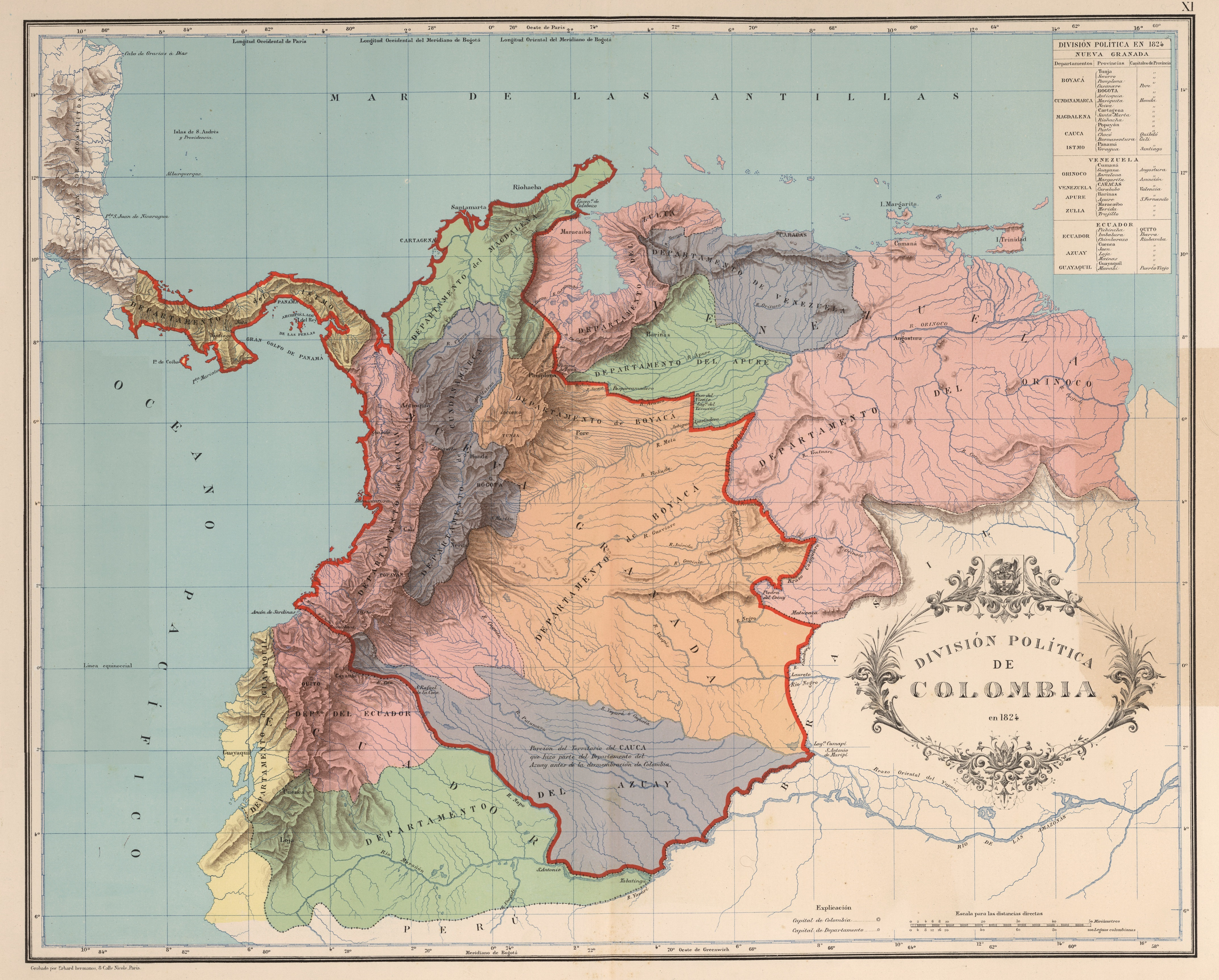
Mapa Wielkiej Kolumbii w 1824 roku; w czerwonych konturach terytorium kolumbijskie przed secesją Panamy

Pierwszą ważniejszą rebelią, która miała miejsce na terytorium przesmyku, poprowadził bliski współpracownik Simóna Bolívara – José Domingo Espinar. Jako Mulat uzyskał znaczne poparcie wśród biednej, kolorowej populacji departamentu. Udało mu się przejąć kontrolę nad miastem Panamą i ogłosić niepodległość 26 września 1830 roku. Wydarzenie to spotkało się z opozycją ze strony bogatej ludności białoskórej, która obawiając się powtórzenia rasowej przemocy z rewolucji haitańskiej poprosiła o pomoc wojska kolumbijskie. Rebelię tę zakończył w drugiej połowie 1831 roku kolumbijski pułkownik Juan Eligio Alzuru.
W latach pięćdziesiątych XIX wieku wzmogły się w Panamie nastroje decentralistyczne. Liderem ruchu separatystów był Justo Arosamena. Przyczyną niezadowolenia Panamczyków było to, że większa część dochodów z transportu przez przesmyk odsyłana była do Kolumbii w ramach podatków. Nasiliło się to zwłaszcza po wybudowaniu przez USA linii kolejowej łączącej brzegi obu oceanów rozdzielanych przez Przesmyk Panamski. Z 250 tysięcy dolarów zapłaconych Kolumbii za ziemie i prawa do prowadzenia linii kolejowej, do Panamczyków trafiło jedynie 25 tysięcy. Dalszy spadek nastrojów biedoty nastąpił w czasie reżimu Rafaela Núñeza, który zwiększył podatki w całym państwie. Wywołało to w 1885 roku niezależne bunty pod wodzą dwóch panamskich Mulatów – Rafaela Aizpuru i Pedra Prestána. Zdobyli oni miasta Panamę i Colón, zostali jednak pokonani przez współdziałające siły Kolumbii i Stanów Zjednoczonych.

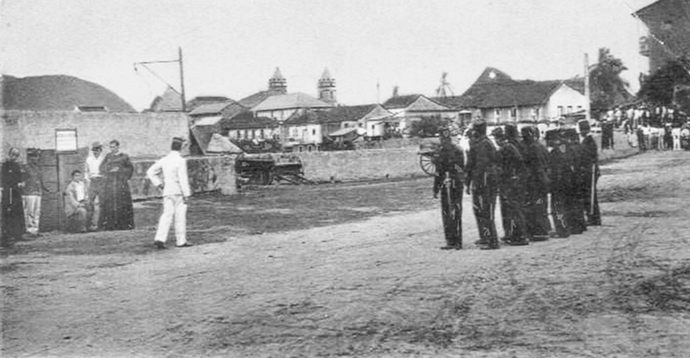
Egzekucja Victoriana Lorenzo w mieście Panama

W poprzednich zrywach uczestniczyli głównie biedni, kolorowi robotnicy. Kupcy i właściciele ziemscy potrafili zrekompensować sobie niedogodności wynikające z centralistycznych zapędów Kolumbii poprzez duże zyski wynikające z budowy Kanału Panamskiego. Zmiana ich nastrojów nastąpiła w roku 1889, kiedy to upadł francuski projekt połączenia dwóch oceanów. Panamscy nacjonaliści chwycili za broń w trakcie wojny tysiąca dni – kolumbijskiej wojny domowej toczącej się w latach 1899–1902. Pod wodzą Bellisaria Porrasa walczyli oni przeciwko Kolumbijczykom od lipca 1900 do września 1902 roku. Decyzja o zaprzestaniu walki nie została zaakceptowana przez wszystkich z walczących. Część biedoty wiejskiej kontynuowała walkę pod wodzą Victoriana Lorenzo – Indianina z plemienia Guayami. Powieszony 15 maja 1903 roku w mieście Panama został uznany przez większość ludności za męczennika sprawy niepodległości Panamy. Dalszą radykalizację ruchu niepodległościowego spowodował szturm przeprowadzony 25 czerwca 1903 roku na redakcję gazety El Lápiz, która opisała śmierć przywódcy powstańców.

## Niepodległość
Gdy parlament Kolumbii odmówił ratyfikacji umowy ze Stanami Zjednoczonymi dotyczącej Kanału Panamskiego, te aktywnie poparły panamskich separatystów, których liderem był Manuel Amador Guerrero. Do oderwania się od Kolumbii i ogłoszenia niepodległości doszło 3 listopada 1903 roku. Traktat Hay–Bunau-Varilla z 18 listopada 1903 roku przyznał USA wieczystą dzierżawę Strefy Kanału Panamskiego i prawo stacjonowania na terenie Panamy wojsk amerykańskich, czyniąc z młodej republiki protektorat północnoamerykańskiego mocarstwa.
W następnych latach rozwój gospodarki był związany z kanałem, zaś jego ukończenie w 1920 roku doprowadziło do dużego wzrostu bezrobocia. Pierwszy prezydent kraju Manuel Amador Guerrero, wywodzący się z Partii Konserwatywnej, przeprowadził szereg reform społecznych, lecz mocno uzależnił Panamę od Stanów Zjednoczonych w latach 30. W 1936 roku rząd panamski podpisał traktat Hull–Allfaro, który przedłużał amerykańskie wpływy w Panamie. Zrezygnowano jednak z formalnego protektoratu i zrewaloryzowano opłaty, które Stany Zjednoczone płaciły za wykorzystanie kanału. wystąpiły konflikty społeczne na tle rasowym. Na czele ruchu nacjonalistycznego i antyamerykańskiego stanął Arnulfo Arias Madrid. W 1940 roku wybory prezydenckie wygrał Arias który już rok później obalony został w wyniku puczu wojskowego. Krótka prezydentura Ariasa charakteryzowała się antyamerykanizmem oraz prowłoską i proniemiecką polityką. Pucz przeprowadzony 7 października 1941 roku przywrócił w kraju proamerykańskie rządy – głową państwa został biznesmen Ricardo de la Guardia. Podczas II wojny światowej na terenie Panamy utworzono amerykańskie bazy wojskowe, w republice stacjonowało około 60 000 amerykańskich żołnierzy.
Po zakończeniu II wojny światowej doszło do wzrostu poparcia dla ruchów nacjonalistycznych i lewicowych. W 1949 roku prezydentem ponownie został Arias i jak poprzednio został obalony przez wojskowych puczystów w 1951 roku. Następcą Ariasa został José Antonio Remón Cantera, który powrócił do przyjaznych relacji ze Stanami Zjednoczonymi i zapoczątkował rokowania z Amerykanami w sprawie sytuacji w Kanale Panamskim. Dojście do władzy prezydenta umożliwiło rządy jego konserwatywnej Narodowej Koalicji Patriotycznej. Nowy prezydent w 1953 roku utworzył Gwardię Narodową, a w trakcie prezydentury dokonał reformy rządu. W 1955 roku Panama z inicjatywy Remóna Cantery zawarła z Amerykanami umowę ekonomiczną. W latach 50. i 60. doszło do wzrostu destabilizacji i nastrojów antyamerykańskich, równocześnie rozwinął się przemysł i doszło do napływu zagranicznych inwestycji. Kolejnym prezydentem został Ernesto de la Guardia Navarro z Narodowej Koalicji Patriotycznej. De la Guardia wprowadził kilka postępowych reform będących kontynuacją reform poprzednika. Rządom Narodowej Koalicji Patriotycznej udało się rozbudować system świadczeń socjalnych. Na początku lat 60. w rządzącej partii uaktywniła się frakcja procastrowska. W 1964 roku doszło do nieudanej próby uregulowania statusu Kanału Panamskiego. W 1964 roku zerwane zostały stosunki dyplomatyczne między krajami, co udało się załagodzić rok później poprzez układ obiecujących uznanie przez USA pełnej suwerenności Panamy w Strefie Kanału. W 1964 roku prezydentem został Marco Aurelio Robles Méndez z Narodowej Unii Liberalnej będącej koalicją partii prawicowych. Prezydent podjął nieudane próby reform wewnętrznych a mianowicie reformy rolnej i podatkowej. W okresie jego rządów doszło do zmniejszenia znaczenia partii politycznej. Sytuacja otworzyła drogę do wojskowego zamachu stanu.
W 1968 doszło do zamach stanu nazwanego przez wojsko mianem rewolucji. Do 1969 roku władzę w państwie sprawowała junta wojskowa. Od początku 1969 faktyczną władzę w Panamie sprawował generał Omar Torrijos Herrera (1972–1978 premier z nadzwyczajnymi pełnomocnictwami). Dzięki szybkiemu rozwojowi usług w dziedzinie handlu, bankowości i transportu morskiego (tzw. tania bandera) utrzymywał się wzrost gospodarczy i ekspansja zagranicznego kapitału inwestycyjnego, głównie z USA. W 1972 roku Torrijos wprowadził nową konstytucję, która wzmocniła uprawnienia władz lokalnych. Generał doprowadził do rozwoju związków zawodowych, rozszerzył sferę socjalną, przeprowadził reformę rolną oraz nacjonalizację części przemysłu. W 1973 doszło do ponownego zaostrzenia konfliktu na linii USA–Panama. Panama wystąpiła z żądaniem suwerenności w strefie kanału i wycofania z jej terenu wojsk amerykańskich. Kilkuletnie rokowania z USA w sprawie kanału, prowadzone przy poparciu państw latynoamerykańskich dla Panamy, zostały zakończone 1977 roku układem, który spełnił panamskie roszczenia i ustalił warunki przekazania jej strefy kanału. W 1978 ponownie wprowadzono rządy cywilne, faktyczne rządy sprawował jednak gen. Torrijos. W 1979 roku przy wsparciu generała utworzono centrolewicową Demokratyczną Partię Rewolucyjną, która do początku lat 80. sprawowała władzę.
W 1981 roku w wyniku wypadku zginął Torrijos a władzę po nim objął krąg prawicowych oficerów związanych z Gwardią Narodową. W 1983 roku rozpoczęła się dyktatura generała Manuela Noriegi. Noriega początkowo związał się z Amerykanami. Sam był już pod koniec lat 50. pracownikiem CIA, za co otrzymywał nawet 200 tysięcy dolarów rocznie. Pomagał CIA w tajnych operacjach przeciwko lewicy w Ameryce Łacińskiej. Jego zadaniem było wspomaganie amerykańskich interesów w Ameryce Środkowej, w szczególności sabotowanie działań socjalistycznego rządu w Nikaragui oraz rewolucjonistów FMLN. Według późniejszych oskarżeń, pomimo współpracy z amerykańską Administracją Legalnego Obrotu Lekarstw, wspomagał jednocześnie handlarzy narkotyków. W późnych latach 80. Noriega zaczął przeciwstawiać się polityce realizowanej przez amerykańskie agencje, które wyniosły go do władzy. Prezydent rozpoczął współpracę z kubańskim rządem Fidela Castro, z którym wcześniej prowadził już interesy gospodarcze będąc, nieoficjalnym pośrednikiem Stanów Zjednoczonych w handlu z wyspą. Dziesięć lat po schwytaniu przez Amerykanów wyszła na jaw sprzedaż Kubie tajnych dokumentów amerykańskiej Agencji Bezpieczeństwa Narodowego; okazało się, że współpracował również z Układem Warszawskim, przekazując zachodnie technologie wojskowe. Rozpoczęcie współpracy z Kubą spowodowało oskarżenie go przez Amerykanów o chęć budowy osi Kuba, Panama, Nikaragua.
W wyniku interwencji wojsk USA w 1989 roku aresztowano generała Noriegę a rządy objął prezydent Guillermo Endara. Już w 1990 roku nowy rząd udaremnił próbę wojskowego zamachu stanu. Inwazja amerykańska doprowadziła do szerokiego kryzysu gospodarczego, wybuchu antyrządowych walk partyzanckich prowadzonych przez guerillę M-20 oraz serii zamachów terrorystycznych w latach 1991–1992 przeprowadzonych przez zwolenników obalonego prezydenta. W rezultacie Endara szybko stracił poparcie społeczeństwa (w 1992 roku odrzucono w referendum jego projekt reformy konstytucji). Katastrofą dla rządu okazało się też ujawnienie przyjęcia pieniędzy kartelu narkotykowego przez prezydenta. W wyborach prezydenckich 1994 roku zwyciężył Ernesto Pérez Balladares z opozycyjnej Rewolucyjnej Partii Demokratycznej. Panamskie wojsko zostało rozwiązane konstytucyjną poprawką w roku 1994. Bezpieczeństwo zewnętrzne jest zapewnione dzięki Traktatowi o Neutralności Kanału Panamy z USA, które przejęło ochronę terytorialną. Efektem rozwiązania wojska jest zmniejszenie ryzyka powrotu do wcześniejszego reżimu wojskowego. Podjęto rokowania na temat formy obecności Amerykanów po 1999 roku w strefie Kanału Panamskiego i przyszłości bazy lotniczej w Howard, która jest wielonarodowym ośrodkiem walki z handlem narkotykami. Przyjęto prawo o Władzy Kanału Panamskiego, autonomicznej i niezależnej finansowo, która przejęła zarząd w grudniu 1999 po zakończeniu działalności Komisji Kanału Panamskiego. W 2004 roku władzę objął Martín Torrijos, syn generała Omara Torrijosa.